# Сики
Сики (панџ. ਸਿੱਖ, sikkh) су људи повезани са сикизмом, монотеистичком религијом која је настала у 15. вијеку у регији Панџаб на Индијском потконтиненту, на основу откривења Гуруа Нанка. Израз сик води поријекло од ријечи сисја (панџ. शिष्य, śiṣya), која значи „сљедбеник” или „ученик”.
Мушки Сики углавном користе Синг (’лав’) као своје средње име или презиме, иако нису сви Синзи нужно Сики; слично тиме, жене Сики користе Каур (’принцеза’) као своје средње име или презиме. Сики који су прошли кханде-ки-пахул („крштење кхандом”), свечаност иницијације позната као амрит, од дана њихове иницијације познати су као Кхалса Амритдари Сики и на свом тијелу увијек морају имати пет к:
1. кеш, неошишана коса, коју покрива дастар, познат и као турбан;
2. кара, наруквица од гвожђа или челика;
3. кипран, мач налик бодежу задјенут у каиш гатра или у појас камал касар;
4. качар, памучни доњи веш и
5. канга, мали дрвени чешаљ.

Регија Панџаб на Индијском потконтиненту била је историјска домовина Сика, којом су Сики владали значајним дијелом 18. и 19. вијека. Данас, савезна држава Панџаб на сјевероистоку Индије већински је насељена Сикима, а значајне заједница Сика постоје и широм свијета. Многе државе, попут Уједињеног Краљевства, препознају Сике као религијску заједницу на пописима становништва, а од 2020. Сики се сматрају засебном етничком групом у Сједињеним Америчким Државама.